# Heuler Cruvinel
 (juillet 2016).
Heuler Abreu Cruvinel, né le 6 février 1978 à Rio Verde, est un homme politique brésilien.